# Sicurezza automobilistica
I dispositivi di sicurezza automobilistica vengono distinti in sistemi di sicurezza attiva e passiva e molti di essi sono per legge diventati obbligatori, di conseguenza forniti di serie al momento dell'acquisto di una autovettura. I dispositivi e gli equipaggiamenti di sicurezza e di gestione delle emergenze collocati a bordo dei veicoli (da parte delle case costruttrici o da parte di chi ha in carico l'uso dell'auto) costituiscono una delle misure principali per la riduzione del rischio stradale, in quanto intervengono su una delle componenti fondamentali del "sistema guida".

## Storia
Il fattore che ha concorso alla diffusione dello studio e della messa in opera di sempre maggiori sistemi di sicurezza è il numero delle vittime per incidente stradale, elevato in tutto il mondo.
Dai primi progressi in campo automobilistico avvenuti con miglioramenti sostanziali riguardanti gli impianti frenanti si è passato allo studio di telai e carrozzerie ad assorbimento progressivo d'urto, ai test simulativi degli incidenti sempre più evoluti.

## Burocrazia
Le conclusioni di tutti questi studi sono state man mano recepite anche dagli organi legislativi che hanno introdotto l'obbligatorietà dei sistemi di sicurezza più importanti. In Italia, da parecchi anni, è obbligatorio sia il montaggio che l'uso delle cinture di sicurezza mentre l'ultimo dispositivo ad essere considerato inderogabile è stato l'ABS.
Oltre alla sicurezza degli occupanti adulti di un veicolo, particolare importanza hanno anche i congegni utilizzabili per la ritenuta dei bambini, come i seggiolini in abbinamento alle cinture di sicurezza o ancor meglio gli appositi seggiolini ancorati direttamente all'auto attraverso dei punti specifici di fissaggio, definiti internazionalmente dalle norme dell'ISOFIX.

## Tipi di dispositivi
I dispositivi possono essere:
- Attivi, intervengono in modo da ridurre la possibilità che si verifichi un evento avverso
  - ABS dispositivo che evita il bloccaggio delle ruote
  - ESP congegni di controllo elettronico della stabilità dinamica, che migliora anche la funzionalità dell'ABS
  - TCS, riduce il pattinamento delle ruote e migliora la stabilità
  - ISA, dispositivo che riduce in automatico la velocità dell'auto in caso di superamento dei limiti.
  - specchietto retrovisore aggiuntivo (specchio grandangolare convesso)
  - Dash cam, videocamera orientabile che può segnalare la presenza di veicoli troppo vicini
- Passivi, sono protezioni che riducono le conseguenze fisiche di un danno
  - Telaio i telai con le sue diverse zone di comprimibilità riesce ad assorbire parte dell'urto
  - Cinture di sicurezza strumento che permette d'evitare l'eiezione del corpo fuori dall'abitacolo o l'urto con il volante e altre parti della vettura
  - Air bag sistema che coadiuva il compito delle cinture di sicurezza
  - Seggiolini congegni utilizzabili per la ritenuta dei bambini, dove i normali dispositivi per adulti oltre ad essere inefficaci possono essere deleteri

## Influenza alla guida
Alcuni dei dispositivi hanno portato ad un diverso modo di affrontare la guida di un veicolo; in un'auto munita di ABS ad esempio è possibile frenare a fondo anche in condizioni critiche, poiché è il sistema stesso che provvede ad evitare il bloccaggio delle ruote. Tale frenata violenta era invece assolutamente da evitare in passato, soprattutto in condizioni di asfalto bagnato o comunque di scarsa aderenza.

## Test di sicurezza
È sempre più diffuso l'uso di sottoporre i nuovi veicoli a prove di crash test effettuate da organismi indipendenti e sovranazionali, ad esempio in Europa dall'EuroNCAP, per valutare oggettivamente il grado di protezione offerto dalle moderne autovetture.
Tuttavia in molti casi, l'obiettivo di ottenere i massimi punteggi nelle prove stabilite dall'EuroNCAP devia i progettisti dallo studio di altre strutture di sicurezza non soggette ai test eseguiti da detto ente.

## Commercio
Spesso la presenza di questi accessori è una forma di valore aggiunto sul quale le case automobilistiche puntano anche nelle varie campagne pubblicitarie.